# 威廉斯黑粉菌
威廉斯黑粉菌（学名：Ustilago williamsii）是属于黑粉菌目黑粉菌科黑粉菌属的一种真菌，寄生在禾本科植物上。该种分布于中国、哈萨克斯坦、乌兹别克斯坦、土库曼斯坦、阿塞拜疆、亚美尼亚、俄罗斯、阿尔及利亚、摩洛哥、美国、阿根廷等地。